# Frederikssund Kommune

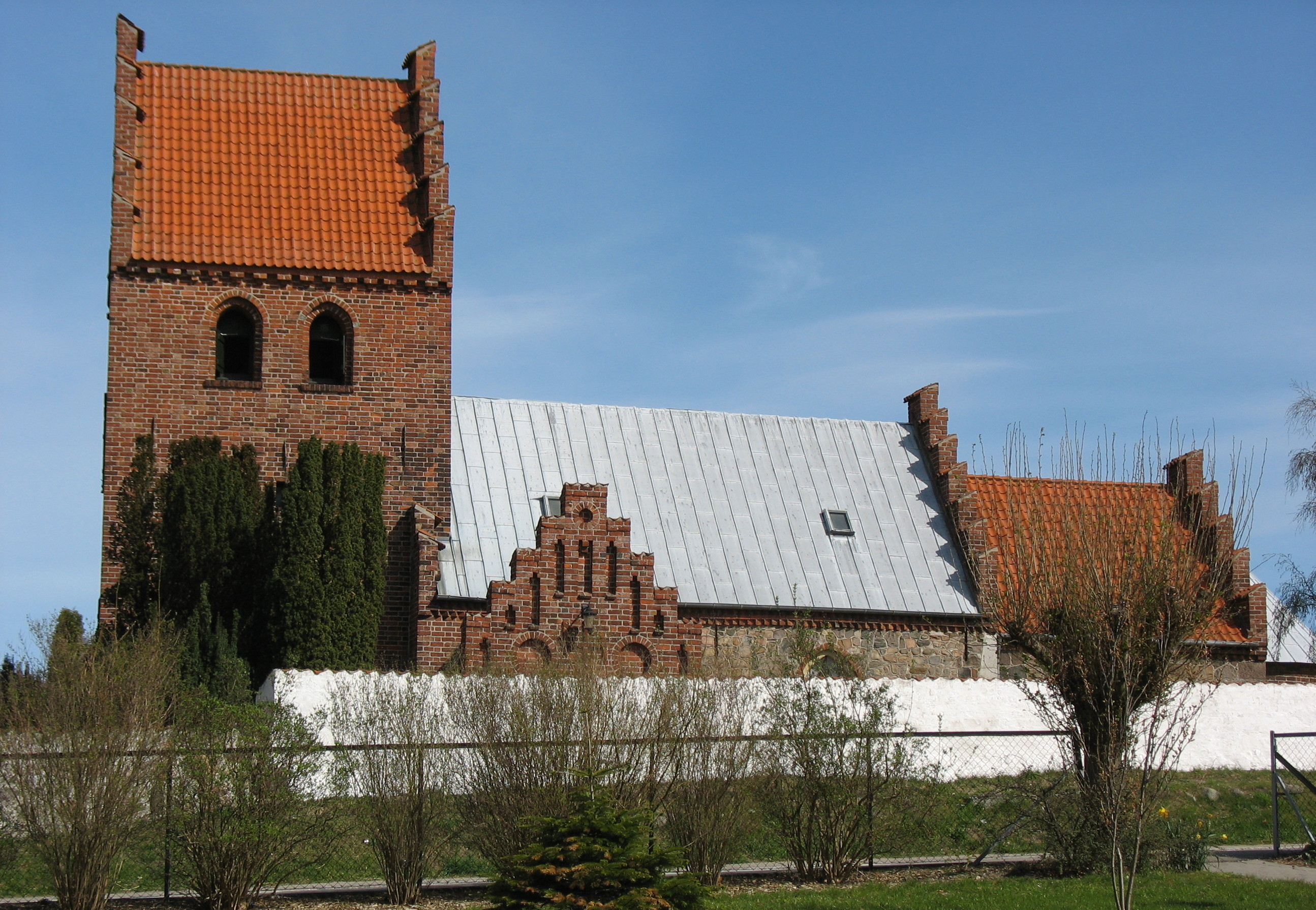
Frederikssund Kirke

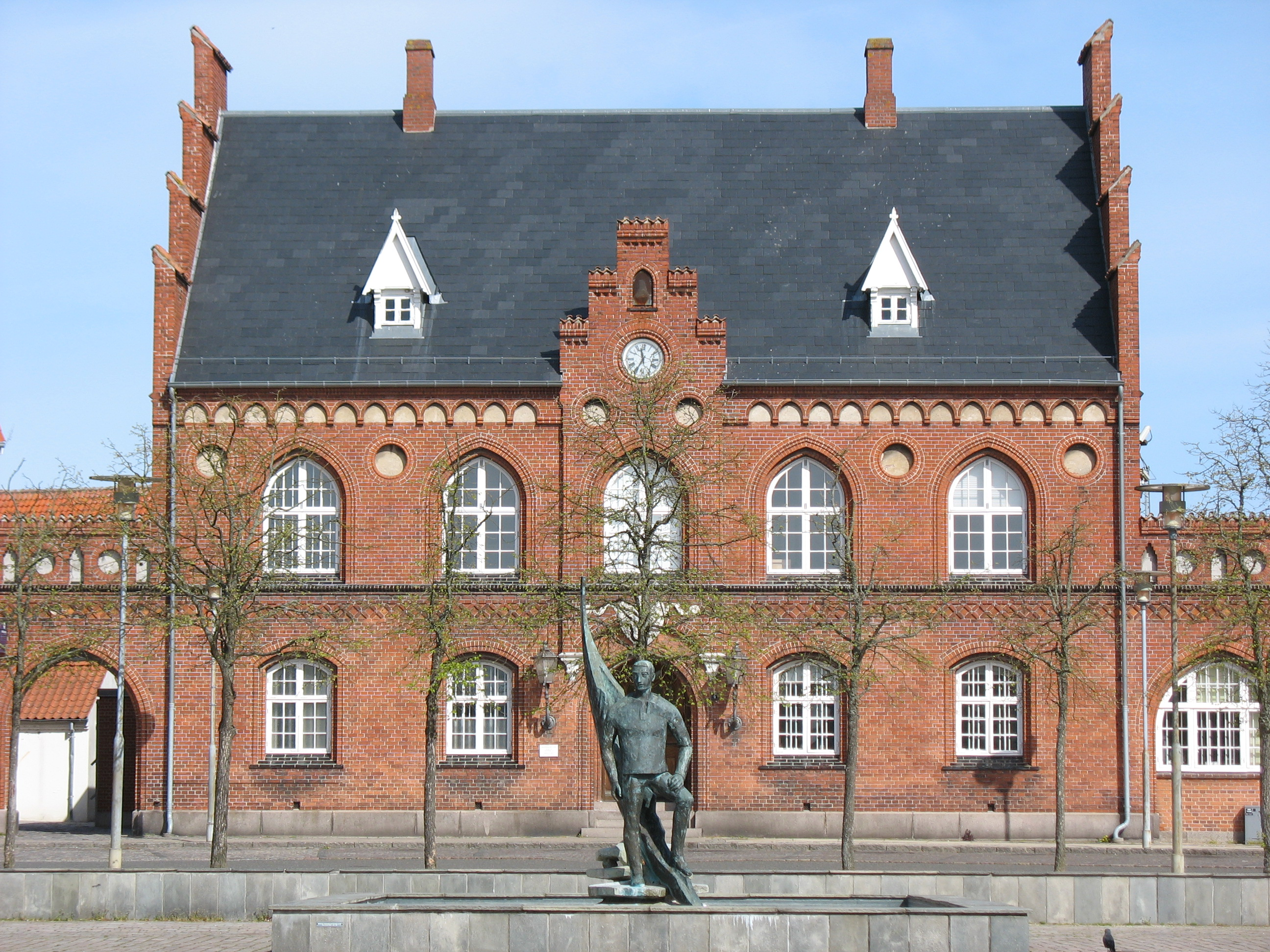
Rathaus von Frederikssund

Frederikssund Kommune [fʀɛðəʀegˈsonʔ] ist eine dänische Kommune am Roskilde-Fjord auf der Insel Sjælland in der Region Hovedstaden.
Durch die Kommunalreform wurden am 1. Januar 2007 die Kommunen Jægerspris, Slangerup und Skibby in die „alte“ Frederikssund Kommune (alle im Frederiksborg Amt) eingemeindet. Die heutige Kommune erstreckt sich damit über eine Fläche von 247,10 km² und hat 46.117 Einwohner (Stand 1. Januar 2023).
Die Kommune Frederikssund ist durch den Fjord und die eiszeitliche Moränenlandschaft geprägt. Der Sitz der Verwaltung ist in der Stadt Frederikssund.

## Kirchspielsgemeinden und Ortschaften in der Kommune
Auf dem Gemeindegebiet liegen die folgenden Kirchspielsgemeinden (dän.: Sogn) und Ortschaften mit über 200 Einwohnern (byer nach Definition der dänischen Statistikbehörde); Einwohnerzahl am 1. Januar 2023, bei einer eingetragenen Einwohnerzahl von Null hatte der Ort in der Vergangenheit mehr als 200 Einwohner:
| Nr. | Kirchspiel           | Einwohner | Ortschaft                            | Einwohner     |
| --- | -------------------- | --------- | ------------------------------------ | ------------- |
|     | Draaby Sogn          | 4.830     | Jægerspris Kulhuse Over Dråby Strand | 4.083 870 430 |
|     | Ferslev Sogn         | 1.120     | Ferslev Venslev                      | 269 248       |
|     | Frederikssund Sogn   | 7.539     | Frederikssund                        | 17.135        |
|     | Gerlev Sogn          | 2.099     | Gerlev Landerslev                    | 1.065 254     |
|     | Græse Sogn           | 2.561     | Græse Græse Bakkeby                  | 214 2.196     |
|     | Islebjerg Sogn       | 3.720     | Frederikssund                        | 17.135        |
|     | Jørlunde Sogn        | 2.473     | Jørlunde                             | 290           |
|     | Krogstrup Sogn       | 1.003     | Dalby Dalby Huse Lyngerup            | 292 287 202   |
|     | Kyndby Sogn          | 721       | Kyndby Kyndby Huse                   | 267 303       |
|     | Oppe Sundby Sogn     | 6.007     |                                      |               |
|     | Selsø Sogn           | 701       | Sønderby                             | 262           |
|     | Sigerslevvester Sogn | 339       |                                      |               |
|     | Skibby Sogn          | 3.386     | Skibby                               | 3.092         |
|     | Skoven Sogn          | 1.057     |                                      |               |
|     | Skuldelev Sogn       | 1.282     | Skuldelev                            | 861           |
|     | Slangerup Sogn       | 7.273     | Slangerup                            | 6.824         |
|     | Snostrup Sogn        | 1.085     | Store Rørbæk                         | 562           |
|     | Uvelse Sogn          | 1.465     |                                      |               |
|     | Vellerup Sogn        | 447       |                                      |               |

1. ↑  Die Einwohnerzahl von Græse lag 2008 erstmals unter 200 Einwohnern.
2. ↑  Uvelse Sogn liegt zum größten Teil auf dem Gebiet der Hillerød Kommune.

## Geschichte
In den 1940er Jahren entdeckte man im nahegelegenen Moor von Rappendam Reste eines germanischen Heiligtums.

## Sehenswürdigkeiten

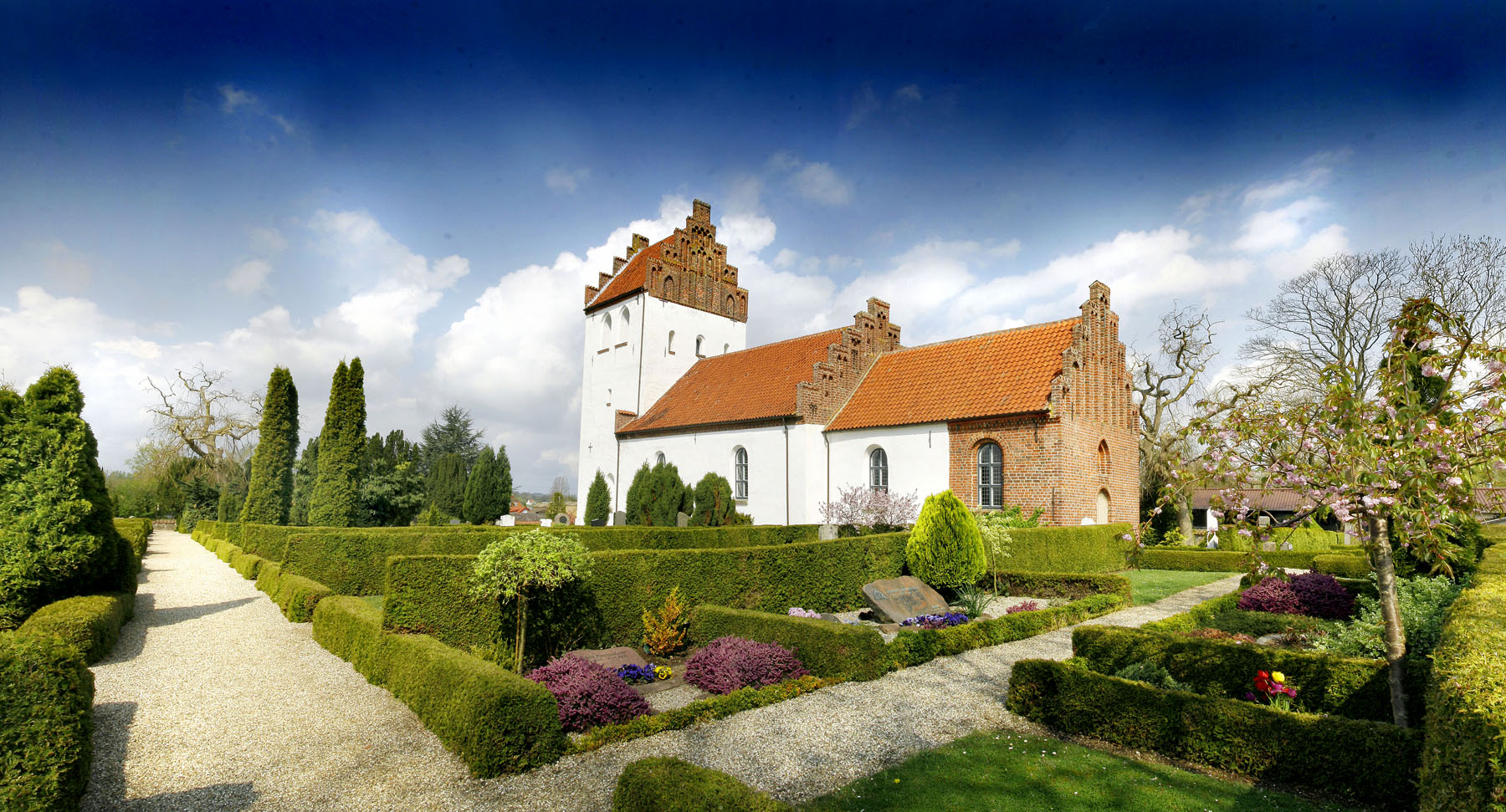
Kirche von Jørlunde von 1085

- J.F. Willumsens Museum mit den Werken des Malers und Bildhauers Jens Ferdinand Willumsen
- Die Kirche von Jørlunde von 1085 enthält die längsten Orgelpfeifen sämtlicher dänischer Dorfkirchen.[5]
- im Naturschutzgebiet Jægerspris Nordskov zwischen Jægerspris und Kulhuse steht die Kongeegen, Dänemarks ältester Baum und die wohl älteste Eiche Europas.

## Verkehr
Die beiden Gemeindeteile auf den Halbinseln Hornsherred im Osten und Nordsjælland im Westen sind durch die Straßenbrücke Kronprins Frederiks Bro miteinander verbunden.

## Städtepartnerschaften
Partnerstädte von Frederikssund sind
| - Norwegen: Aurskog-Høland - Spanien: Catoira - Polen: Kowary | - Schweden: Kumla - Vereinigtes Königreich: Ramsgate - Finnland: Sipoo |